# Sander Groen
Sander Groen (* 16. Juni 1968 in Amsterdam) ist ein ehemaliger niederländischer Tennisspieler.

## Persönliches
Groen begann mit acht Jahren mit dem Tennisspielen. Neben Niederländisch spricht er Englisch, Deutsch, Französisch und Italienisch.

## Karriere

### Die Anfänge im Profi-Tennis
Groen begann bereits 1989 seine Profi-Karriere und spezialisierte sich hauptsächlich auf das Doppel. Dort erreichte er 1990 sein erstes Finale beim Challenger-Turnier in Singapur. Ein Jahr später gewann er seinen ersten Titel in Cherbourg. 1992 erreichte er auch ein Finale auf der ATP World Tour in Umag, das er mit Lars Koslowski als Partner gegen David Prinosil und Richard Vogel im Finale verlor.

### Bis zum Ende als Profispieler 2002
In den Folgejahren konnte Groen sich dauerhaft in den Top 300 im Einzel etablieren. Im Doppel schaffte er 1997 sogar den Sprung in die Top 100 bis auf seine höchste Platzierung 61. Nachdem er 1993 und 1994 weitere Doppel-Titel bei den Challengern in München und Singapur gewonnen hatte, schaffte er 1997 mit Goran Ivanišević als Partner in Dubai auch seinen einzigen Titel auf der ATP World Tour zu gewinnen. Nach vier weiteren Titel auf der Challenger Tour, gab Groen 2002 bekannt, dass er sich vom Vollzeit-Profitennis zurückziehen möchte. 1999 Beim Turniersieg in Segovia spielte Groen an der Seite des jungen Roger Federer, der mit Groen seinen ersten ATP-Titel gewann. Das Finale fand außerdem an Federers 18. Geburtstag statt.
In seiner Karriere gewann Groen unter anderem gegen die Weltranglistenersten des Doppels Jacco Eltingh und Paul Haarhuis, Mahesh Bhupathi und Leander Paes sowie Mark Knowles und Daniel Nestor.

### Ab 2002
Nach seinem Rückzug, spielte Groen nur noch vereinzelt bei Turnieren auf der ITF Future Tour und der Challenger Tour. Auf ersterer gewann er im Alter von 45 bzw. 46 noch drei Titel im Doppel. 2016 nahm er sogar, seit 2002 zum ersten Mal, in Delray Beach bei den Delray Beach Open, einem Turnier der ATP World Tour, teil. An der Seite von Adelchi Virgili verlor er in der Auftaktrunde mit 8:10 im Match-Tie-Break.
Bis 2016 nahm er noch an Turnieren teil.

## Erfolge
| Legende (Anzahl der Siege)                       |
| Grand Slam                                       |
| Tennis Masters Cup ATP World Tour Finals         |
| ATP Masters Series ATP World Tour Masters 1000   |
| ATP International Series Gold ATP World Tour 500 |
| ATP International Series ATP World Tour 250 (1)  |
| ATP Challenger Tour (12)                         |

| ATP-Titel nach Belag |
| Hartplatz (1)        |
| Sand (0)             |
| Rasen (0)            |

### Doppel

#### Turniersiege

##### ATP Tour
| Nr. | Datum            | Turnier | Belag     | Partner          | Finalgegner             | Ergebnis |
| --- | ---------------- | ------- | --------- | ---------------- | ----------------------- | -------- |
| 1.  | 16. Februar 1997 | Dubai   | Hartplatz | Goran Ivanišević | Sandon Stolle Cyril Suk | 7:6, 6:3 |

##### ATP Challenger Tour
| Nr. | Datum              | Turnier             | Belag         | Partner         | Finalgegner                            | Ergebnis        |
| --- | ------------------ | ------------------- | ------------- | --------------- | -------------------------------------- | --------------- |
| 1.  | 13. Oktober 1991   | Cherbourg-Octeville | Hartplatz (i) | Byron Talbot    | Michael Daniel Brian Devening          | 3:6, 6:3, 7:5   |
| 2.  | 6. September 1992  | Meran               | Sand          | David Prinosil  | Lionel Barthez Aloïs Beust             | 6:4, 6:4        |
| 3.  | 11. Oktober 1992   | Dublin              | Teppich (i)   | Arne Thoms      | Douglas Geiwald Robbie Koenig          | 5:7, 6:4, 6:3   |
| 4.  | 15. November 1992  | München (1)         | Teppich (i)   | Arne Thoms      | Marcos Ondruska Grant Stafford         | 6:4, 7:6        |
| 5.  | 31. Oktober 1993   | München (2)         | Teppich (i)   | Arne Thoms      | Jon Ireland John Yancey                | 6:3, 6:3        |
| 6.  | 25. September 1994 | Singapur            | Hartplatz     | Brian Devening  | Leonardo Lavalle Danilo Marcelino      | 6:2, 7:6        |
| 7.  | 17. Mai 1998       | Dresden             | Sand          | Pablo Albano    | Jamie Holmes Andrew Painter            | 6:4, 6:3        |
| 8.  | 6. Dezember 1998   | Guadalajara         | Sand          | Ali Hamadeh     | Martín Alberto García Sebastián Prieto | 6:4, 6:2        |
| 9.  | 8. August 1999     | Segovia             | Sand          | Roger Federer   | Ota Fukárek Alejandro Hernández        | 6:4, 7:6        |
| 10. | 19. November 2000  | Aachen              | Teppich (i)   | Jan Siemerink   | Michael Kohlmann Franz Stauder         | 6:72, 7:67, 6:3 |
| 11. | 28. Januar 2001    | Heilbronn           | Teppich (i)   | Jack Waite      | Petr Luxa David Škoch                  | 1:6, 6:3, 7:64  |
| 12. | 10. Juni 2001      | Prostějov           | Sand          | Andrea Gaudenzi | Devin Bowen Mariano Hood               | 7:66, 6:4       |

#### Finalteilnahmen
| Nr. | Datum           | Turnier | Belag | Partner        | Finalgegner                  | Ergebnis      |
| --- | --------------- | ------- | ----- | -------------- | ---------------------------- | ------------- |
| 1.  | 30. August 1992 | Umag    | Sand  | Lars Koslowski | David Prinosil Richard Vogel | 3:6, 7:6, 6:7 |